# Caverswall
Caverswall es una parroquia civil y un pueblo del distrito de Staffordshire Moorlands, en el condado de Staffordshire (Inglaterra).

## Geografía
Según la Oficina Nacional de Estadística británica, Caverswall tiene una superficie de 8,3 km².

## Demografía
Según el censo de 2001, Caverswall tenía 977 habitantes (51,79% varones, 48,21% mujeres) y una densidad de población de 117,71 hab/km². El 15,25% eran menores de 16 años, el 75,95% tenían entre 16 y 74, y el 8,8% eran mayores de 74. La media de edad era de 43,05 años. Del total de habitantes con 16 o más años, el 26,09% estaban solteros, el 61,96% casados, y el 11,96% divorciados o viudos.
El 98,06% de los habitantes eran originarios del Reino Unido. El resto de países europeos englobaban al 0,82% de la población, mientras que el 1,12% había nacido en cualquier otro lugar. Según su grupo étnico, el 99,39% eran blancos y el 0,61% mestizos. El cristianismo era profesado por el 86,36%, mientras que el 7,38% no eran religiosos y el 6,26% no marcaron ninguna opción en el censo.
Había 383 hogares con residentes y 14 vacíos.